# Membraniporella crassicosta
Membraniporella crassicosta is een mosdiertjessoort uit de familie van de Cribrilinidae. De wetenschappelijke naam van de soort is voor het eerst geldig gepubliceerd in 1888 door Hincks.